# Puget-Théniers
Puget-Théniers (okcitansko/provansalsko Lo Puget Tenier) je naselje in občina v jugovzhodnem francoskem departmaju Alpes-Maritimes regije Provansa-Alpe-Azurna obala. Leta 2006 je naselje imelo 1.836 prebivalcev.

## Geografija
Kraj leži v pokrajini Provansi ob reki Var in njenem levem pritoku Roudoule, 60 km severozahodno od središča departmaja Nice.

## Administracija
Puget-Théniers je sedež istoimenskega kantona, v katerega so poleg njegove vključene še občine Ascros, Auvare, La Croix-sur-Roudoule, La Penne, Puget-Rostang, Rigaud, Saint-Antonin in Saint-Léger z 2.386 prebivalci.
Kanton je sestavni del okrožja Nica.